# El Jagüey (Guerrero)
El Jagüey es una localidad del estado mexicano de Guerrero. Es parte del municipio de Chilapa de Álvarez.

## Demografía
| Gráfica de evolución demográfica |
|                                  |

| Censo | Población |
| ----- | --------- |
| 1900  | 249       |
| 1910  | 237       |
| 1921  | 332       |
| 1930  | 377       |
| 1940  | 442       |
| 1950  | 510       |
| 1960  | 548       |
| 1970  | 739       |
| 1980  | 827       |
| 1990  | 1 206     |
| 2000  | 2 091     |
| 2010  | —         |
| 2020  | 2 069     |